# Træden Sogn
Træden Sogn er et sogn i Horsens Provsti (Århus Stift).
I 1800-tallet var Træden Sogn anneks til Tønning Sogn. Begge sogne hørte til Tyrsting Herred i Skanderborg Amt. Tønning-Træden sognekommune blev ved kommunalreformen i 1970 indlemmet i Brædstrup Kommune, der ved strukturreformen i 2007 indgik i Horsens Kommune.
I Træden Sogn ligger Træden Kirke.
I sognet findes følgende autoriserede stednavne:
- Bredvadmølle (bebyggelse)
- Marensminde (bebyggelse)
- Poulslyst (bebyggelse)
- Træden (bebyggelse, ejerlav)